# Арена Егнатія
«Арена Егнатія» — футбольний стадіон у невеликому албанському містечку Ррогожине. Він розташований у центрі міста прямо на головній дорозі, приблизно за 200 метрів на захід від головної площі. Це домашній майданчик місцевого футбольного клубу «Егнатія», названого на честь історичного транспортного маршруту Via Egnatia. Стадіон вміщує 2 400 глядачів.

## Історія
В різні часи стадіон мав назви: Rrogozhina Stadium або Stadiumi Rrogozhina, офіційно він також носив ім'я Хасана Зіли та власника клубу Демрозі.
Після виходу до вищої ліги Албанії у 2021 році «Егнатія» потребував стадіону, який відповідав би вимогам. Будівельні роботи розпочалися за кілька місяців до того, як команда виграла чемпіонат 2021 року в другому дивізіоні. Будівлі, які зрештою були реалізовані, значно відрізнялися від початкових проєктних ескізів. У проєкт було інвестовано близько двох мільйонів доларів США. Крім поля, стадіон складається з трибуни, розташованої вздовж одного боку поля. Вона оточена стіною за воротами. На північній стороні стадіону є ще одна трибуна, але вона закрита брезентом.
Матч Ліги конференцій КФ «Егнатія» проти ФК «Арарат-Вірменія» у липні 2023 року відбувся на Ельбасан Арені.
Арена «Егнатія» прийматиме матчі чемпіонату Європи з футболу серед юнаків до 17 років у 2025 році, що потребуватиме певних структурних змін.